# Bordertown
Bordertown es un pequeño poblado australiano ubicado en el estado de Australia Meridional. El pueblo está ubicado en el distrito llamado "Tatiara", que en idioma aborigen significa "La buena Tierra" (en inglés "The good Country"). Este pueblo debe su nombre (en español: "Pueblo del Borde" o "Poblado Fronterizo") por estar situada en el límite entre los estados de Australia Meridional y Victoria.
Este pueblo se encuentra en la autopista Dukes Highway que une 2 ciudades australianas importantes: Adelaida y Melbourne; la primera está a 3 horas de Bordertown y la segunda a 5 horas.
Fue fundada en 1852 por el inspector de la policía, Alexander Tolmer, en el período de la fiebre del oro en Ballarat; y servía como una base permanente para proteger las cargas de oro que iban hacia Adelaida.
Tiene alrededor de 3000 habitantes, los cuales se dedican mayoritariamente a la agricultura. Este pueblo tiene un parque donde se encuentra el Canguro blanco (Fotografía de un Canguro Blanco), originario de la zona; además de emúes y wallabies.
Posee una escuela primaria y una secundaria, además de diversos centros de recreaciones. A pesar de ser tan pequeño posee muchos servicios que no se encuentran en otras localidades; como panaderías, un supermercado, tiendas de regalos, un correo, una biblioteca, su propio periódico (Border Chronicle), un gimnasio, un hospital y consultas médicas privadas.
Por este pueblo pasa el tren conocido como "Overland"; que une Adelaida con Melbourne y es una de las redes ferroviarias más importantes de Australia.

## Poblados vecinos
- Mundulla; Keith ; Kaniva; Naracoorte; Mount Gambier

## Personas destacadas
- Bob Hawke, ex primer ministro de Australia

- Datos: Q721784
- Multimedia: Bordertown, South Australia / Q721784

1. ↑  Worldpostalcodes.org, código postal n.º 5268.